# Aela
Aela falu Észtország Harju megyéjében. Közigazgatásilag Kose községhez tartozik. A falu a 18. századi térképeken Aila néven szerepel.
Harju megye déli szélén fekszik. 2013 októberéig Kõue községhez tartozott, annak megszűnése után került Kose községhez. Lakossága 2011-ben 9 fő volt.

## Népesség
A település népessége az utóbbi években az alábbi módon alakult:
| Lakosok száma | 9    | 11   | 11   | 7    |
|               | 2011 | 2019 | 2020 | 2021 |